# 永遠の愛に生きて
『永遠の愛に生きて』（とわのあいにいきて、原題: Shadowlands）は、リチャード・アッテンボロー監督による1993年のイギリスの伝記映画である。イギリスの作家のC・S・ルイスとアメリカ合衆国の詩人のジョイ・グレシャムの夫婦の関係が描かれる。脚本はウィリアム・ニコルソンであり、ニコルソンによる1985年のテレビ映画『ある作家と死』、および1989年の舞台劇『シャドーランズ』（原題同じ）を原作としている。

## キャスト
※括弧内はVHS版の日本語吹替担当者
- C・S・ルイス - アンソニー・ホプキンス（堀勝之祐）
- ジョイ・グレシャム（英語版） - デブラ・ウィンガー（土井美加）
- ウォーレン・"ウォーニー"・ルイス（英語版） - エドワード・ハードウィック（松岡文雄）
- ダグラス・グレシャム（英語版） - ジョゼフ・マゼロ（まるたまり）
- ピーター・ウィスラー - ジェームズ・フレイン（宮本充）
- デズモンド・アーディング - ジュリアン・フェロウズ
- ハリー・ハリントン - マイケル・デニソン（英語版）（村松康雄）
- クリストファー・ライリー - ジョン・ウッド（北村弘一）

## 受賞とノミネート
| 映画祭・賞                           | 部門       | 対象                       | 結果       |
| ------------------------------------ | ---------- | -------------------------- | ---------- |
| アカデミー賞                         | 主演女優賞 | デブラ・ウィンガー         | ノミネート |
| アカデミー賞                         | 脚色賞     | ウィリアム・ニコルソン     | ノミネート |
| 英国アカデミー賞                     | 英国作品賞 | 『永遠の愛に生きて』       | 受賞       |
| 英国アカデミー賞                     | 作品賞     | 『永遠の愛に生きて』       | ノミネート |
| 英国アカデミー賞                     | 主演男優賞 | アンソニー・ホプキンス     | ノミネート |
| 英国アカデミー賞                     | 主演女優賞 | デブラ・ウィンガー         | ノミネート |
| 英国アカデミー賞                     | 監督賞     | リチャード・アッテンボロー | ノミネート |
| 英国アカデミー賞                     | 脚色賞     | ウィリアム・ニコルソン     | ノミネート |
| ナショナル・ボード・オブ・レビュー賞 | 主演男優賞 | アンソニー・ホプキンス     | 受賞       |
| ロサンゼルス映画批評家協会賞         | 主演男優賞 | アンソニー・ホプキンス     | 受賞       |
| サウスイースタン映画批評家協会賞     | 主演男優賞 | アンソニー・ホプキンス     | 受賞       |

## 関連出版
- ブライアン・シブリー『永遠の愛に生きて』中尾セツ子訳、すぐ書房、1994年
- リアノー・フライシャー『永遠の愛に生きて』嵯峨静江訳、二見書房「二見文庫」、1994年
- ライル・W・ドーセット『C・S・ルイスとともに　ジョイ・デイヴィッドマン・ルイスの生涯』村井洋子訳、新教出版社、1994年